# コレヒオ・デ・インヘニエーロス駅

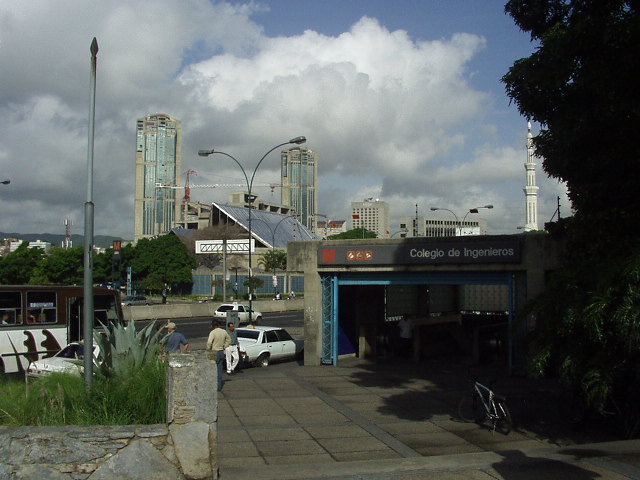
駅の出口（2004年6月）

コレヒオ・デ・インヘニエーロス駅（コレヒオ・デ・インヘニエロスえき、Estación Colegio de Ingenieros）はベネズエラのカラカスにあるカラカス地下鉄1号線の地下鉄駅である。首都地区リベルタドル市エルレクレオ区にある。1983年3月27日開業。

## 駅の構造
北のリベルタドール通りと南のケブラーダ・オンダ王道との間に位置する。地形は北が高く、南が低い。北側に対しては地下、南側では地平面に位置する。改札と切符売り場は南側に対する地上1階、その下にホームがある。ホームは相対式2面2線で、出口は南北に2か所ある。

## 駅の周辺
旧市街中心部と、チャカオ市を中心にする東部の新市街との中間に位置する。市街地ではあるが、交通量の多い2つの道路にはさまれ、駅前のにぎわいはない。

## 隣の駅
- ベジャス・アルテス駅 - コレヒオ・デ・インヘニエーロス駅 - プラサ・ベネスエラ駅